# Hughes Kirschoffer
Hughes Kirschoffer (* 7. November 1941 in Straßburg) ist ein ehemaliger französischer Autorennfahrer.

## Karriere im Motorsport
Hughes Kirschoffer war in den 1970er-Jahren fünfmal beim 24-Stunden-Rennen von Le Mans am Start. Sein Debüt gab er 1974 auf einem Porsche 911 Carrera RSR. Das Rennen endete nach einem Unfall vorzeitig. 1976 erreichte er den 11. Gesamtrang, seine beste Platzierung bei diesem 24-Stunden-Rennen. Partner im Porsche 934 waren Hubert Striebig und Anne-Charlotte Verney. 1975 war er 28. der Endwertung geworden, in den Jahren 1977 und 1979 fielen die eingesetzten Rennfahrzeuge nach technischen Defekten aus.

## Statistik

### Le-Mans-Ergebnisse
| Jahr | Team                      | Fahrzeug                | Teamkollege     | Teamkollege           | Platzierung | Ausfallgrund |
| ---- | ------------------------- | ----------------------- | --------------- | --------------------- | ----------- | ------------ |
| 1974 | Louis Meznarie            | Porsche 911 Carrera RSR | Hubert Striebig | Jean-Louis Chateau    | Ausfall     | Unfall       |
| 1975 | Louis Meznarie            | Porsche 911 Carrera RS  | Hubert Striebig | Pierre Mauroy         | Rang 28     |              |
| 1976 | Louis Meznarie            | Porsche 934             | Hubert Striebig | Anne-Charlotte Verney | Rang 11     |              |
| 1977 | Hubert Striebig           | Porsche 934/5           | Hubert Striebig | Guy Chasseuil         | Ausfall     | Motorschaden |
| 1979 | BP Racing Hubert Striebig | Toj SC206               | Hubert Striebig | Alain Cudini          | Ausfall     | Benzinpumpe  |